# Blacus puber
Blacus puber är en stekelart som beskrevs av Sergey A. Belokobylskij 2000. Blacus puber ingår i släktet Blacus och familjen bracksteklar. Inga underarter finns listade.